# Sied van Riel
Sied van Riel (Spijkenisse, 12 mei 1978) is een Nederlandse trance-dj en producer. Hij is actief sinds hij in 2006 'Fearless' uitbracht. Het jaar daarop tekende hij bij het label Spinnin' Records. Hij had ook een radioshow genaamd Rielism op Afterhours.fm op de 2de en 4de maandag van de maand.
Eind 2008 won hij de 'Best New Face' award tijdens de 2008 Trance Awards. Van Riel ondersteund Dance4Life, waar hij ook ambassadeur voor is.

## Discografie

### Singles
- 2006 Fearless
- 2006 My Dreams
- 2007 Changing Places
- 2007 Sigh
- 2008 Dirty Volum (A State Of Trance) als Simadith Project met Marius Andresen & Dimitri de Wit
- 2008 Closer To You
- 2008 Contrasts
- 2008 Malibeer
- 2008 With The Flame In The Pipe
- 2008 Minimal Symphony
- 2008 One / Two
- 2008 Riel People
- 2008 Riel People Know
- 2008 Rush
- 2008 What You Want
- 2008 You Are My Dreams
- 2009 Mongoosed)
- 2009 Sunrise
- 2009 All Rise
- 2010 All I Need / 12 Hz
- 2010 Crossroads
- 2010 Serendipity with Ummet Ozcan
- 2010 Radiator met Radion6
- 2010 Serendipity Phase II with Ummet Ozcan
- 2010 Another Heater met Radion6
- 2011 Mentalism
- 2011 Stealing Time ft Nicole McKenna
- 2011 Bubble Blower
- 2011 Audio 52
- 2011 The Game ft. Fenja
- 2012 Tunnel Vision
- 2012 In Awe met Waakop Reijers
- 2012 DC 4AM
- 2012 Carved By Your Hands ft. Temper Hear
- 2013 Past Present Future

### Compilatiealbums
- 2009: In Riel Time[2]
- 2011: Rielism[3]